# Ficus crassicosta
Ficus crassicosta är en mullbärsväxtart som beskrevs av Otto Warburg. Ficus crassicosta ingår i släktet fikonsläktet, och familjen mullbärsväxter. Inga underarter finns listade i Catalogue of Life.